# لصقة كومبيد
كومبيد (بالإنجليزية : Compeed) هي علامة تجارية للضمادات اللاصقة الغروانية المائية الهلامية والتي تعنى بعلاج التبثر ، مسامير القدم ، الكعوب المتشققة ، و هربس الشفة. تم تطويره من قبل (Lars Backsell) والذي يعمل في شركة (Coloplast A/S) في الدنمارك ، تم بيع العلامة التجارية لجونسون آند جونسون في أيار 2002 ، ثم انتقلت ملكية المنتج من جونسون آند جونسون لـ (HRA pharma) في عام 2017 لكن ملصقات كومبيد لا تزال تصنع من قبل (Coloplast).
تم تصميم المنتج أصلاً لمعالجة مرضى الفغر.

## نبذة تاريخية
- عام 1984 حدد (Lars Backsell) أثناء عمله كمديراً عاماً في (Coloplast) فرصة غير مستغلة في سوق الضمادات اللاصقة في نطاق الإسعافات، والتي تساعد في تخفيف التبثر الناتج عن بعض أنواع الرياضة.[18] أجرى Lars محاولة طبية بالتعاون مع الجيش السويدي؛ لفحص نموذج أولي يستخدم لتطوير واقي للجلد لغايات التضميد مبني على أساس تكنولوجيا المادة الغروانية المائية.[22] استخدم المنتج الأولي كورقة الفغر وتم بيعها كضمادة حماية ضد التبثر للمستهلكين من خلال الصيدليات.[23]
- عام 1986 بيعت لصقة كومبيد أولاً في السويد قبل أن يتم تسجيلها في الولايات المتحدة الأمريكية كعلامة تجارية ذات الرقم التسلسلي 73589785 في فئة مناديل تنظيف وتطهير الفساد أو العفن.[24]
- عام 1988 حصلت لصقة كومبيد على موافقة إدارة الأغذية والأدوية الأمريكية.[25]
- عام 2002 أدرجت لصقة كومبيد من نوع (X-TREME Flex) ضمن مجموعة تصاميم متحف الفن الحديث (نيويورك) من قبل (Jan Marcussen).[26]
- عام 2002 تم بيع العلامة التجارية لجونسون آند جونسون في أيار عام 2002.[19]
- عام 2004 فازت لصقة كومبيد من نوع (X-TREME Flex) بجائزة (Danish Design Award).[27][28]
- عام 2007 حازت لصقة كومبيد على المنتج الجديد لـ (Nicholas Hall's) لذلك العام.[18]

## تكنولوجيا
اللصقة الهلامية تحتوي على كروس كارميلوز الصوديوم ( كربوكسي ميثيل السليولوز الصوديوم المتشابك داخلياً ، بوليمر أو مكثور قابل للذوبان في الماء) و عامل التصاق عضوي. المستوى الأعلى من اللصقة مصنوع من البوليمر المرن (وذلك للتأكد من بقاء اللصقة على الجلد أثناء الحركة) وشريط من بولي يوريثان.
عندما توضع على البثرة أو النفط، تبدأ بامتصاص سوائل الجسم لتتحول لكتلة ناعمة توسد البثرة، ثمّ تقوم بإغلاق البثرة مشكلة ما يسمى «الجلد الثاني»، فاللصقة لا تقوم بمعالجة الجرح بل إنها تمنع تطور البثرة وتساعد الجلد الجديد من النمو تحت اللصقة.
المنطقة الموسدة التي أحدثتها اللصقة تخفف الألم وتحمي الجرح من الاحتكاك، كذلك تقوم اللصقة بصد المياه ومنع الأوساخ والجراثيم من الدخول إلى الجرح، وبالتالي منع العدوى.
في البداية تقوم الضمادة اللاصقة بامتصاص جميع الرطوبة الموجودة في البثرة، لكن مع مرور الوقت تصبح أكثر نفاذية حتى يجف الجرح ، على النقيض من الرباط الطبي الاعتيادي فإنّ الضمادات اللاصقة الغروانية المائية تبقى على الجرح لعدة أيام حتى مع الاستحمام.
اللصقات المزيلة لمسمار القدم تعمل بنفس الطريقة، حيث تقوم فقط بامتصاص الرطوبة الناتجة من حمض الساليسليك ممّا يؤثر في مسمار القدم (يذوبه).

## بحث المستهلك
يقوم كومبيد بإجراء أبحاث حول رؤية المستهلك.
بين بحث في عام 2014 أنّ المرأة البريطانية تمتلك خمس وعشرين زوجاً من الأحذية، لكن خمسة منهم لم يتم استخدامها؛ لأنها مؤلمة جداً عند ارتدائها.
أشار بحث في عام 2012 أنّ 58 بالمئة من النساء يخلعن أحذيتهن أثناء الليل في الخارج ؛ بسبب الألم ، كما بيّن أنّ متوسط ارتفاع الكعب الذي ترتديه النساء البريطانيات هو 3.3 بوصة – أعلى الكعوب في أوروبا.

## المصدقون
مصدقون كومبيد تضم لاعبين تنس مثل روجر فيدرير  و كارولين فوزنياكي  كما تضم الممثلة البريطانية (Victoria Shalet).